# Radura

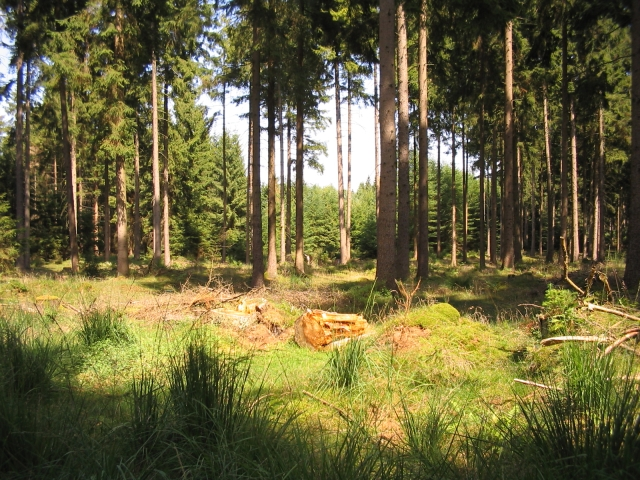
Una radura in una foresta di abeti

Nelle scienze forestali una radura è in genere intesa come un appezzamento di terreno all'interno di un'area boscata, dove gli alberi mancano o si diradano molto, lasciando spazio alla radiazione solare diretta e incidente sul suolo.  In senso più ampio una radura viene considerata una zona dove gli elementi che formano un insieme compatto si fanno radi o più radi  (come ad esempio  una zona di capelli diradati).
Le radure erbose sono in genere  dovute a particolari condizioni locali come valanghe, aree di terreno povere di elementi nutritivi (ad esempio con scarsa umidità), danni da fuoco o disboscamento.  Rispetto al sottobosco forma un ecosistema profondamente diverso, risultando molto importante per gli animali erbivori che lo usano abitualmente come superficie da pascolo (animali presenti nelle radure sono ad esempio i tassi, le lepri comuni e le starna). Nelle foreste pluviali, come quella amazzonica o congolese, varie popolazioni nomadi utilizzano le radure per costruirvi ricoveri temporanei, come ad esempio le capanne. Le radure erbose possono essere popolate da specie di funghi.